# Самюель де Шамплен
Са́мюель де Шампле́н (фр. Samuel de Champlain фр.: [samɥɛl də ʃɑ̃plɛ̃]; прибл. 13 серпня 1567 — 25 грудня 1635, Квебек) — французький і канадський мореплавець, військовий, географ і адміністратор.
Засновник колонії Нова Франція, зокрема міста Порт-Рояль у Акаді (1604) та міста Квебек (1608). Керував французькими поселеннями у Канаді, багато зробив для розвитку колонії. У 1609 році відкрив озеро Шамплен (нині — у Сполучених Штатах Америки). Був одним з перших європейців, що відвідали береги Великих Озер. Уклав військовий союз з гуронами. Допомагаючи новим союзникам, долучився до війни з їхніми ворогами, ірокезами, які потім залишилися ворогами Франції аж до Великого монреальського Мирного договору 1701 року.
Його вважають однією з найвідоміших історичних постатей як Квебеку, так і усієї Канади.

## Цікаві факти
Острів Сент-Елен (фр. Île Sainte-Hélène) біля Монреаля, де тепер розташовано парк Жан-Драпо (фр. parc Jean-Drapeau), названо на честь дружини Шамплена, Елен Буле (фр. Hélène Boullé).

## Нотатки та примітки
Нотатки
1. ↑  Для докладного аналізу його запису про хрещення див. Ritch
2. ↑  В акті хрещення немає відомостей про вік Самюеля, ані про дату народження, ані про місце народження.

1. 1 2  Fichier Origine
2. ↑  Bibliothèque nationale de France BNF: платформа відкритих даних — 2011.